# 渡利 (福島市)
渡利（わたり）は、福島県福島市の地名。または、旧信夫郡渡利村の範囲を指す福島市の地域名である。

## 渡利 （地域）
福島市役所渡利支所管轄の小倉寺・南向台・渡利の計3地区を指す。福島市都心部から阿武隈川を挟んだ江東エリア一帯の地域であり、複数のバイパス道路が整備され、主に住宅地として発展している地域である。渡利、小倉寺、それぞれ町村制施行以前の旧村の流れを汲んでおり、1980年代にそれぞれに跨る高台の山間部が新興住宅地「南向台ハイタウン」として造成されたのちに南向台として分離独立し町名変更が行われた。

### 歴史
奥州街道整備以前、古代に東山道沿いの村々であった。福島城外堀の役割を担っていた阿武隈川に面している。そのため水運の要所として福島城下と渡利間では「天神の渡し」などの渡し船で東西の往来が頻繁に行われた。

#### 道路元標
かつて旧道路法で定められた渡利村道路元標が役場前に立っていたが、長らく所在が不明となった。ところが近年、福島県道308号山口渡利線の道路工事を行った際に土中から発見され、現在の位置に置かれた。現在は福島市渡利学習センターの近辺の福島県道308号山口渡利線沿いにある。

### 地域
渡利地域内の地名
- 小倉寺

- 南向台

- 渡利

## 渡利（地名）
渡利（わたり）は、福島県福島市の地名で、渡利支所所管（旧渡利村）にあたる渡利地域内である。

### 地理
福島市中心市街地とは阿武隈川を隔てている。範囲は阿武隈川に沿って広域にわたる。北から東にかけて市内東部地区（北から岡部、山口、大波）、東から南にかけて立子山、南で田沢、黒岩と、南西で小倉寺、南向台、鳥谷野と、西から北西にかけて中心市街地（南町、御倉町、杉妻町、舟場町、上浜町、腰浜町、東浜町）とそれぞれ接している。福島市街地に面した北側の平野部は住宅地として利用され、県営・市営住宅が建ち、山際には団地も建ち並ぶ。「福島に桃源郷あり」とも唄われる花見山公園をはじめ、弁天山や茶屋沼といった高台に立地する自然公園がある。一方、国道114号、及び旧国道114号沿いの地域は、阿武隈川と険しい斜面に挟まれたり山間であったりと、平地に乏しく街道に沿い住宅が点在するほか、小規模な田畑が見られる。

#### 河川
- 阿武隈川 - 渡利地区水辺空間（水辺の楽校）は、2004年度土木学会デザイン賞優秀賞を受賞している[4][5][6]。渡利地区を流れる阿武隈川河川敷に設けられた。地区のデザインコンセプトは、「あたかも従前からそこにあったような、そして人々が利用し易い河原を新たに創出すること」とし[7] [8] 、自然の河川の姿に範をとっている[9]。
  - くるみ川 - 阿武隈川支流
    - 鈴ヶ入川 - くるみ川支流

#### 山
- 弁天山
- 十万刧山

#### 主な字
- 愛宕下
- 愛宕山
- 石垣
- 板山
- 井戸沢
- 井戸向
- 稲場
- 居峰
- 岩崎町
- 岩下
- 岩根町
- 上平
- 後田
- 臼巻
- 梅久保
- 梅平
- 梅ノ木畑
- 蝦夷穴
- 榎田
- 烏帽子森
- 絵馬平
- 狼ケ窪
- 扇田
- 扇田町
- 大久保
- 大沢
- 大沢坂
- 大舘
- 大豆塚
- 岡ノ内
- 岡ノ倉
- 沖町
- 小倉
- 同森
- 小舟
- 小舟入
- 小舟原
- 小舟前
- 笠松
- 片倉
- 鍛冶ケ原
- 鍛冶ケ原下
- 鍛冶ケ原前
- 金畑
- 金仏
- 金屋敷
- 金山
- 金山下
- 株作
- 上岩谷
- 彼松部
- 川岸町
- 欠下
- 岩道坂
- 北唐沢
- 北椚森
- 北十六原
- 北ノ内

- 椚町
- 胡桃沢
- 康善寺
- 高谷
- 高谷入
- 高谷前
- 小久保
- 越沢
- 転石
- 五反田
- 五郎山
- 皀莢窪
- 坂下
- 桜清水
- 笹峠
- 三本木
- 三本木入
- 三本木前
- 下舘
- 七社宮
- 清水
- 清水向
- 下岩谷
- 諸仏山
- 十万劫
- 城向
- 新田
- 鈴ケ入
- 砂沢
- 関口
- 平内町
- 高倉
- 高畑
- 高平
- 滝ノ下
- 舘
- 舘ノ前
- 代畑
- 茶臼森
- 茶屋
- 土入
- 躑躅山
- 椿舘
- 天神
- 鳥谷
- 鳥谷下町
- 鳥居沢
- 鳥居沢前
- 中江町
- 長新田
- 中角
- 中屋敷
- 中山
- 長畑
- 名郷津
- 七色椒
- 七曲
- 滑沢

- 西長作
- 西ノ内
- 入道君
- 沼ノ町
- 萩平
- 萩山
- 畑小屋
- 鉢森
- 原
- 原田
- 馬場町
- 番匠町
- 東
- 東新田
- 東土入
- 日向
- 百枚田
- 平ケ森
- 蛭小屋
- 福見山
- 舟場
- 仏根
- 弁天山
- 坊屋敷
- 牡丹入
- 程前
- 前河原
- 前山
- 磨加部
- 松ケ作
- 松倉沢
- 松保
- 丸田
- 丸滝
- 南唐沢
- 南椚森
- 南山
- 南十六原
- 峯山
- 物見峠
- 薬師町
- 八寺沢
- 八寺沢下
- 栁小路
- 柳沢
- 八幡町
- 薮下
- 山崎
- 山崎下
- 山ノ入
- 山ノ神
- 山ノ下
- 山ノ下前
- 吉原
- 来迎山
- 若林
- 渡利町
- 割石作

### 歴史
渡利は概ね町村制施行以前の旧信夫郡渡利村の区域を指す。1947年（昭和22年）に福島市に編入合併され福島市渡利となった。第二次世界大戦時、福島市で唯一爆弾の投下（原子爆弾の模擬弾といわれている）があった。 渡利浄水場から取水された水道水が最後まで残った地区だったが、2007年（平成19年）3月19日に摺上川系統に切り替えられた。ただし、下水道は中心市街地を除くと比較的早期に整備された区域である。

### 世帯数と人口
2017年（平成29年）6月30日現在の世帯数と人口は以下の通りである。
| 大字 | 世帯数    | 人口     |
| ---- | --------- | -------- |
| 渡利 | 5,852世帯 | 13,194人 |

### 施設
行政
- 福島市役所渡利支所
- 福島市渡利学習センター
- 福島県総合社会福祉センター
- あぶくまクリーンセンター

教育
- 福島県立福島南高等学校
- 福島県立福島中央高等学校
- 福島市立渡利中学校
- 福島市立渡利小学校

医療
- わたり病院

商業
- いちい渡利店

### 観光
名所・史跡
- 花見山公園
- 弁天山
- 茶屋沼公園

寺社
- 春日神社
- 瑞龍寺

### 交通

#### 鉄道
- 域内に鉄道施設は無い。最寄り駅はJR東北本線福島駅・南福島駅。

#### 道路
- 国道4号福島南バイパス（国道115号重複）
  - 弁天橋・大仏橋（阿武隈川）
- 国道114号 - 通称：川俣街道、または富岡街道
  - 渡利バイパス
    - 渡利大橋（阿武隈川）
    - 中山大橋
    - 渡利トンネル
    - 絵馬平トンネル
- 福島県道308号山口渡利線
  - 松齢橋（阿武隈川）
  - 岩崎橋（くるみ川）
- 福島県道309号岡部渡利線
  - 渡利くるみ橋（くるみ川）
- 福島市道30号曾根田三本木線
  - 三本木橋（阿武隈川）
- 福島市道33号矢剣町鳥谷下町線（天神橋通り）
  - 天神橋
- 福島市道34号砂山山ノ神線
- 福島市道岩下金仏線 - 旧国道114号、川俣街道、または富岡街道

#### バス
福島交通路線バス
- （福島駅方面）→ 渡利舟場 - 福島南高校 - 馬場町 - 沖町 - 番匠町 - わたり病院前 - 扇田町 - 舘 - 花見山入口 - 鳥谷 - 岡の内 - 渡利中学校 - 沖町中央 - 沖町 - 馬場町 - 天神渡 → （福島駅方面）
  - 渡利南回り
- （福島駅方面→ 渡利舟場 - 福島南高校 - 馬場町 - 沖町 - 番匠町 - わたり病院前 - 扇田町 - 舘 - 渡利学習センター - 渡利小学校 - 中角 - 福島南高校 - 渡利舟場 → （福島駅方面）
  - 渡利北回り
- （福島駅・庭坂方面） - 天神渡 - ※弁天山下 - （蓬莱団地方面）
  - 南バイパス経由蓬莱団地
  - 蓬莱スクール循環
  - 蓬莱小経由医大
  - バイパス経由南向台
  - 長沼経由庭坂
  - 蓬莱小経由荒古屋・医大
  - 蓬莱小経由大笹生・医大
  - 蓬莱小経由月の輪・医大（医大方面のみ）

※弁天山下には福島駅方面のみ停車
- （福島駅方面） - 岩崎町 - わたり病院前 - 渡利中学校入口 - （黒岩方面）
  - 南向台循環渡利先回り
  - 南向台循環黒岩先回り
- （福島駅方面） - 岩崎町 - わたり病院前 - 渡利中学校入口 - 南向台絵馬平 - 渡利中山 - 渡利唐沢 - （飯野方面）
  - 飯野

JRバス東北
- （福島駅方面） - 天神渡 - （省略） - 前河原 - 臼巻 - 渡利中山 - 渡利唐沢 - （川俣方面）
  - 川俣高校前

## 画像一覧

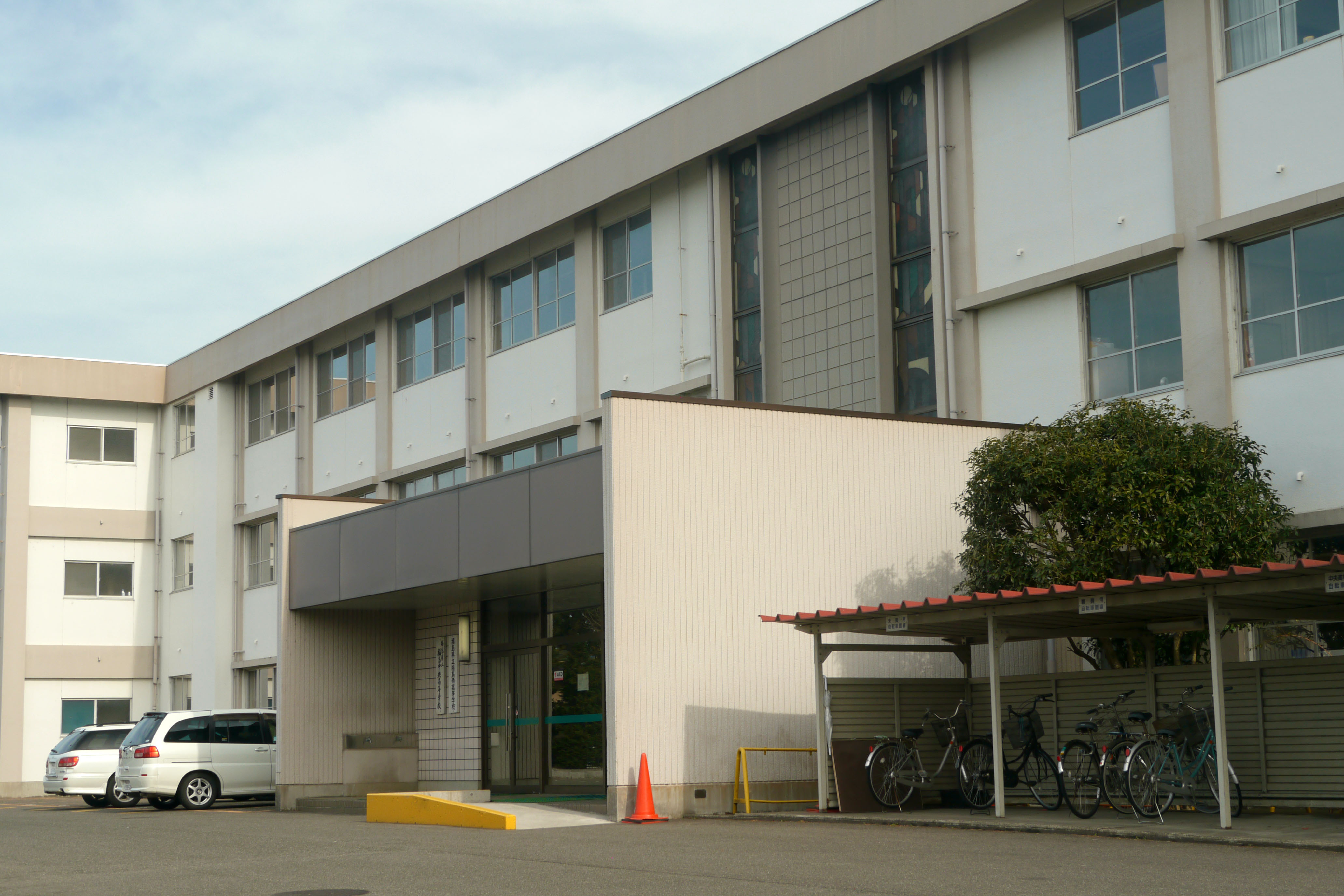
福島県立福島南高等学校